# Holløselund
Holløselund is een kustplaats in de Deense regio Hovedstaden, gemeente Gribskov, en telt 377 inwoners (2007).